# B1 TV
B1 TV – rumuńska telewizja informacyjna, która zaczęła swoje nadawanie 14 grudnia 2001 roku. Kapitałowo była powiązana z korporacją News Corporation, która posiadała 12,5% akcji. Reszta udziałów należała do Ismar International (87,5%).